# Dyanfres Douglas Chagas Matos
Dyanfres Douglas Chagas Matos (Morros, 30 december 1987) is een Braziliaans voormalig voetballer die als aanvaller speelde.

## Carrière
Hij tekende in 2010 bij Tokushima Vortis in de J2 League. In 2013 eindigde de club vierde in de J2 League en promoveerde de club naar de J1 League. In de zomer van 2014 werd hij verhuurd aan Kyoto Sanga FC. Hij tekende in 2015 bij Sanfrecce Hiroshima. Met deze club werd hij in 2015 kampioen van de J1 League. Douglas speelde tussen 2016 en 2018 voor Al Ain FC en Alanyaspor. Met Al Ain werd hij in 2018 kampioen van de UAE Pro League. In 2018 keerde hij terug naar Japan waar hij voor Shimizu S-Pulse ging spelen. Hij tekende in 2020 bij Vissel Kobe. Douglas speelde tussen 2022 en 2023 voor Kashiwa Reysol. In 2023 haalde de ploeg de finale van de Beker van de keizer.